# Big Sur

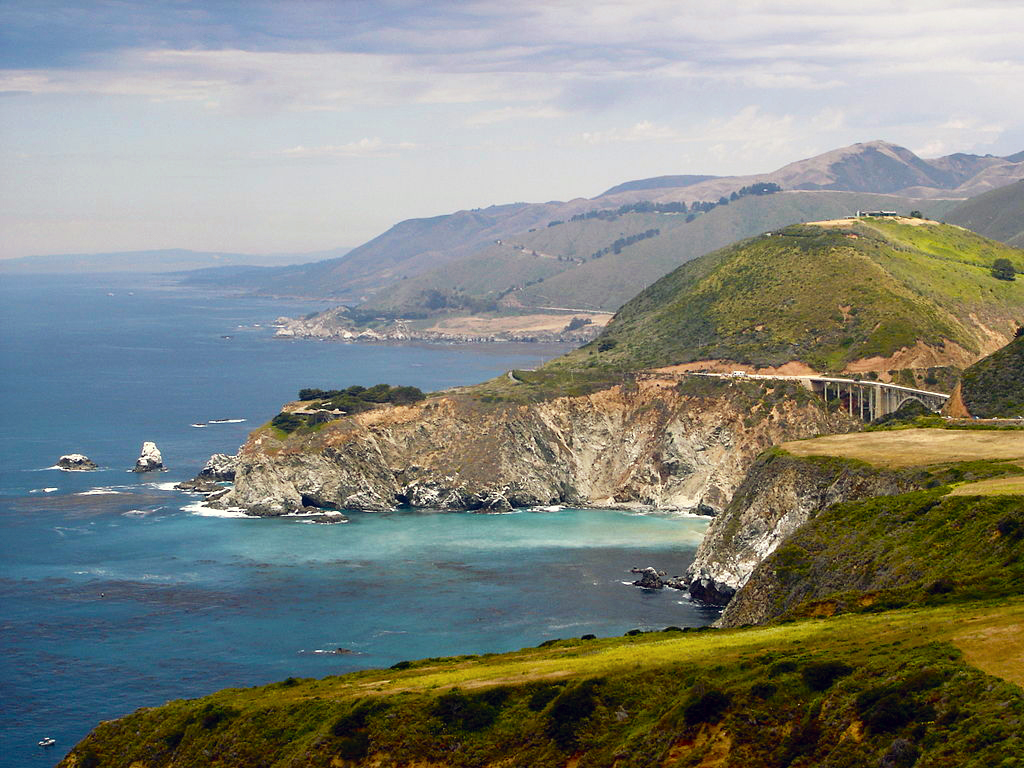
Skály na pobřeží Big Sur

Big Sur je region na pobřeží amerického státu Kalifornie. Rozprostírá se na území Monterey County a San Luis Obispo County. Je dlouhý zhruba 140 km od Carmel River na severu po San Carpóforo Canyon na jihu a široký cca 30 km od Tichého oceánu na západě po Santa Lucia Range na východě. Kraj je díky řídkému osídlení a divoké přírodě vyhlášenou rekreační oblastí. Jeho název pochází z anglického slova Big (velký) a španělského Sur (jih), protože leží jižně od měst Monterey resp. Carmel-by-the-Sea a Salinas.

## Přírodní podmínky

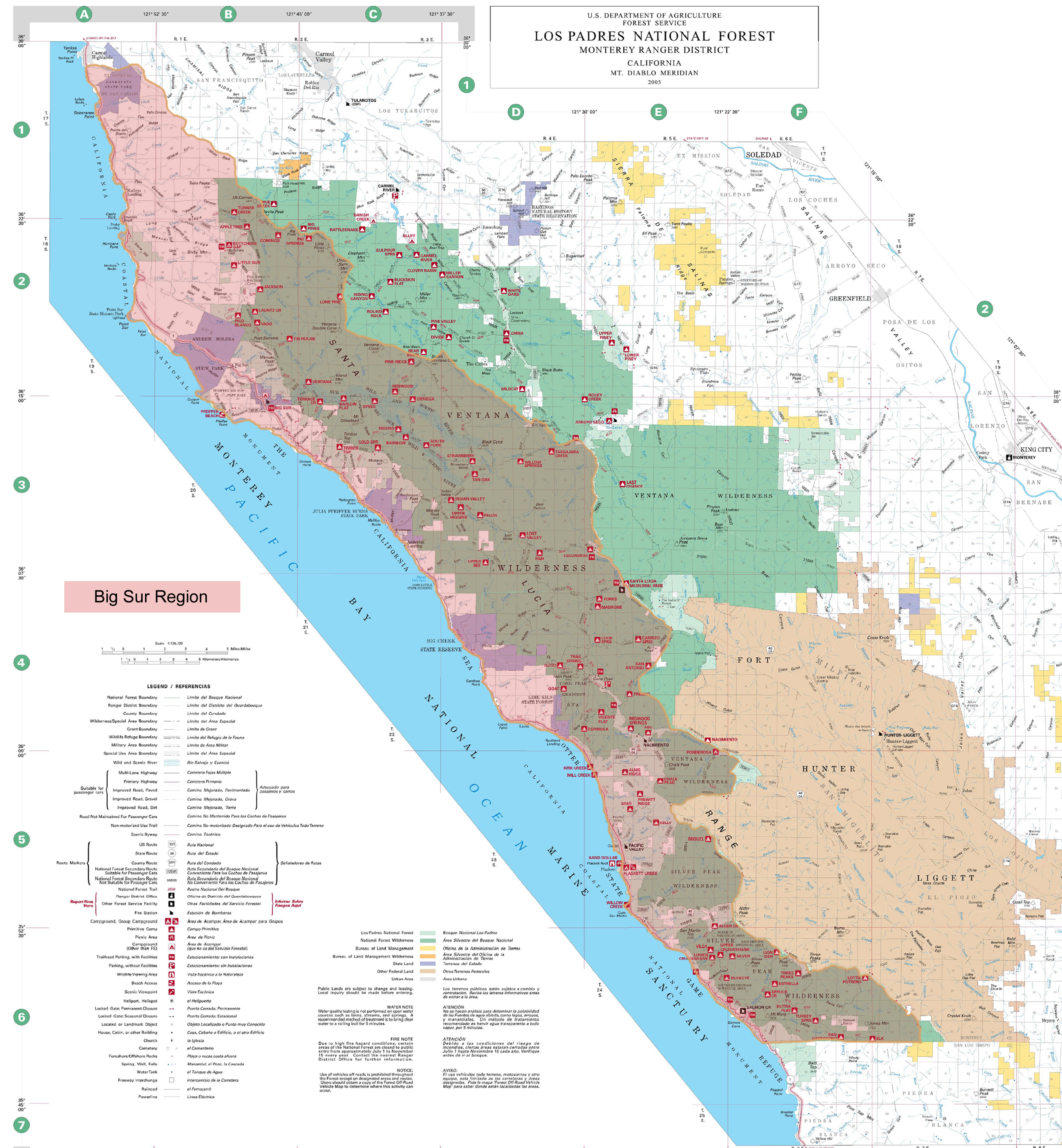
Mapa regionu Big Sur a Los Padres National Forest

Pobřeží Big Sur je tvořeno skalami, které od mořské hladiny prudce stoupají až do nadmořské výšky přes 1 500 metrů. Oblast má mírné a vlhké přímořské podnebí, časté jsou mlhy. Porost tvoří křoviny zvané chaparral, typickými stromy jsou sekvoj vždyzelená, jedle kalifornská a Notholithocarpus densiflorus, jehož kůra se pro vysoký obsah tříslovin používá k vyčiňování kůží. Vzácným endemitem je orchidej Piperia yadonii. V devadesátých letech 20. století zde byl do volné přírody reintrodukován ohrožený kondor kalifornský. K turistickým atrakcím patří vodopád McWay Falls, Point Sur State Historic Park s majákem z roku 1889 a jeskyně s nalezištěm jadeitů. Velkou část území zaujímá chráněný Los Padres National Forest. Celý Big Sur, který má jediné poštovní směrovací číslo, obývá kvůli nedostupnosti pracovních míst pouze 1 800 až 2 000 stálých usedlíků.

## Historie

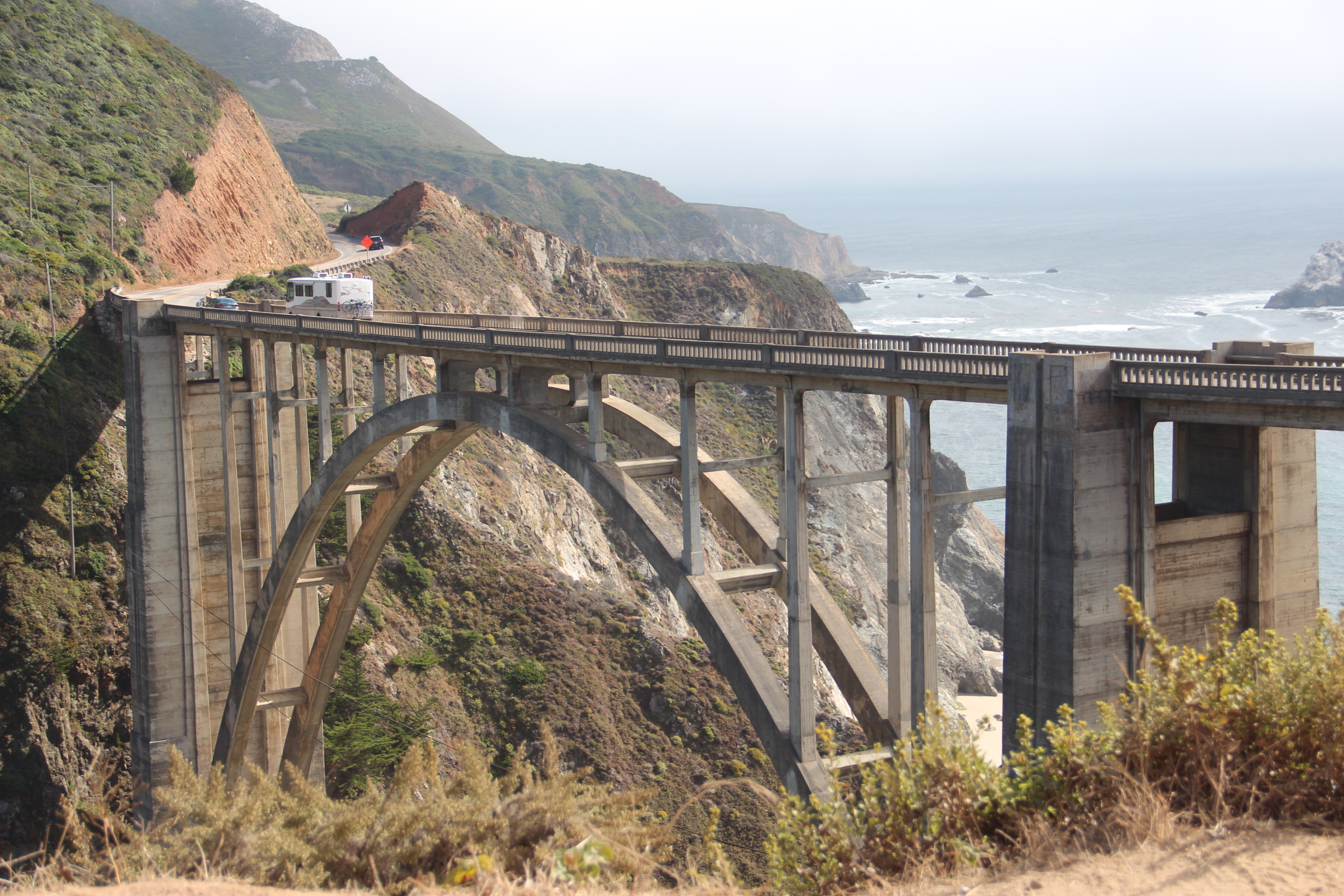
Bixby Creek Bridge

Původními obyvateli oblasti byli příslušníci kmene Ohlone, roku 1542 se sem jako první Evropan dostal Juan Rodriguez Cabrillo. Roku 1834 založili Mexičané Rancho El Sur. Po získání Kalifornie Spojenými státy osídlili oblast ve druhé polovině 19. století zlatokopové a dřevorubci. Přístupnost regionu Big Sur se značně zlepšila po zprovoznění pobřežní dálnice California State Route 1, dokončené roku 1937 v rámci programu New Deal. Úsek dálnice na území Big Sur je cca 114 km dlouhý. Součástí dálnice je obloukový most Bixby Creek Bridge, vysoký 85 metrů. Elektřina sem byla zavedena teprve v padesátých letech 20. století.

## Kultura
Klidné prostředí regionu vyhledávalo k odpočinku a inspiraci mnoho umělců. U města Carmel-by-the-Sea si postavil svoji Jestřábí věž básník Robinson Jeffers. Henry Miller napsal román Big Sur a pomeranče Hieronyma Bosche. Jack Kerouac je autorem knihy Big Sur. Richard Brautigan, pocházející ze státu Washington severně od Kalifornie, nazval svůj první román Konfederační generál z Big Suru (A Confederate General from Big Sur, 1964). O tomto pobřeží psali také John Steinbeck a Nora Robertsová. Pobývali zde Lawrence Ferlinghetti, Orson Welles a Edward Weston, natáčel se zde film Písečný ptáček. V šedesátých letech se v regionu konal hudební festival Big Sur Folk Festival, Charles Lloyd nazval své album Notes from Big Sur. V ústraní sídlí kamaldulský klášter, založený roku 1958, a meditační centrum Tassajara Zen Mountain Center.